# WALL·E
A WALL·E 2008-ban bemutatott amerikai számítógép-animációs film, mely elnyerte a legjobb animációs filmnek járó Oscar-díjat. Ez a Pixar Animation Studios 9. filmje a Walt Disney Studios Motion Pictures forgalmazásában.
Rendezője és forgatókönyvírója Andrew Stanton. A történet a WALL·E nevű robot sorsát követi nyomon, amit (vagy akit) arra terveztek, hogy a teljesen beszennyezett és az emberek által elhagyott Földet megtisztítsa. A robot 700 évnyi létezés után öntudatra ébred. Egy napon szerelembe esik egy másik robottal, ÉVÁ-val (eredetileg EVE), így követi őt a világűrbe, ahol találkoznak a Földről menekülő embereket szállító űrhajóval, és végül sikerül átadniuk az üzenetet, hogy a Föld immár újra alkalmas az élet fenntartására.
A Némó nyomában megrendezése után Stanton úgy érezte, a Pixar hiteles módon jelenítette meg a vizet, s ezúttal szívesen vállalná egy űrbéli kaland elkészítését. A szereplők legtöbbjének nincs emberi hangja; ehelyett testnyelvvel és robothangokkal kommunikálnak, amiket Ben Burtt tervezett meg oly módon, hogy emberi hangokra emlékeztessenek. A WALL·E a Pixar első filmje, amely egyes jeleneteiben élő színészek is szerepelnek.
Bemutatójára 2008. június 27-én került sor Észak-Amerikában, Magyarországon július 24-étől vetítették a mozik. A film egyöntetű éltetésben részesült a kritika részéről, s a nézők körében is rendkívül népszerűnek bizonyult.

## Cselekmény
A 22. században, 2105 körülre a Buy n Large megavállalat bekebelezett minden gazdasági szolgáltatást a Földön, beleértve a kormányzatot is. Az újrahasznosíthatatlan szemét oly mértékben felhalmozódott, hogy a bolygó teljes egészében szennyezetté vált, s nem volt képes tovább biztosítani az élet feltételeit. Az emberiség életben tartására tett kísérletként a Buy n Large egy ötéves világűrbéli utazás finanszírozására vállalkozott. A hatalmas csillaghajókon az emberek minden szükségletét kielégítő szolgáltatások üzemelnek, teljesen automatikus robotlegénység által felügyelve; ezen űrcirkálók közül a leghíresebb az Axiom. A Földön több százezernyi WALL·E (WATT-takarékos Lánctalpas Limlom- és hulladékkezelő, E-sorozat) robotot hagytak hátra, hogy feltakarítsák a bolygót, a hulladékot kockákká formálva, s ezeket magasba nyúló hegyekké összehordva, ami megkönnyíti az eltávolításukat. Azonban a terv kudarcot vallott, s a Buy n Large úgy ítélte meg, hogy a Föld túlzottan szennyezett ahhoz, hogy újra termékeny, s ezáltal lakható legyen. Hétszáz évvel később, a 2805. évben, csupán egyetlen WALL·E üzemel már.
Az évszázadokon át tartó folyamatos aktivitás következtében WALL·E-nek érzelmei fejlődtek. A szeméthalmokról különböző tárgyakat gyűjtöget magának, köztük a már nem működő WALL·E robotokból pótalkatrészeket, s megment egy éppen kibújt növényt is, amit egy rossz csizmában ültet el újra. Egy napon a Földre érkezik egy ÉVA (Élőhely- és VegetációAnalizáló) nevű feminin robot az Axiomról, hogy az élet jeleit kutassa. WALL·E első látásra beleszeret, azonban ÉVA nem viszonozza érzéseit, mivel figyelmét egyedül küldetésére összpontosítja. Rövidesen azonban rabul ejti és lenyűgözi a földi robot személyisége. Mikor WALL·E megmutatja neki a talált növényt, ÉVA elraktározza magában és kikapcsol. WALL·E mindent megtesz, hogy megvédje a számára oly kedves jövevény mozdulatlan testét, mígnem az anyahajó megérkezik és felveszi kiküldöttét. WALL·E kétségbeesetten igyekszik szerelme után, s sikerül is felkapaszkodnia a csillaghajó oldalára, majd bejutnia a fedélzetre. Ott egy évszázadok óta fennálló, mikrogravitációban élő társadalmat talál, amiben az emberek elveszítették csontjaik és izmaik jelentős részét, aminek következtében túl gyengék és elhízottak lettek az álláshoz és a robotok segítsége nélküli mozgásra. Minden feladatot automatikus kezelő lát el, így a hajó kormányzása is robotpilóta, AUTO hatásköre. WALL·E követi ÉVÁ-t célállomására. Szokatlan viselkedése az emberek és a robotok mindennapi életvitelét is felzavarja. Egy tisztítórobot, M-O arra kényszerül, hogy elhagyja kijelölt munkaútvonalát, s megszállottan kövesse a WALL·E lánctalpai által hagyott piszoknyomot. WALL·E véletlen módon két embert is kizökkent virtuális világából, s John és Mary nem csak az őket körülvevő környezetet, de egymást is felfedezik.
ÉVA azon igyekszik, hogy küldetése szerint eljuttassa a növényt az Axiom kapitányának, azonban mikor az átadásra kerülne sor, kiderül, hogy a Föld ismételt lakhatóságát bizonyító élőlény nincs meg. AUTO közli a kapitánnyal, hogy ÉVA valószínűleg meghibásodott, így a javítórészlegbe (KREPA – Kiselejtezett, Rendellenesen működő, Program- vagy Automatikahibás robotok) küldik, WALL·E-vel együtt. Mikor azt hiszi, hogy a kezelőrobot bántani akarja ÉVÁ-t, WALL·E a segítségére sietve magához veszi ÉVA levett karját, s eközben véletlenül kilövi vele az energiaellátót, kiengedve az összes hibásan működő robotot. ÉVA visszaveszi WALL·E-től karját, azonban ezzel azt a látszatot kelti, hogy veszélyt jelent, s a biztonsági rendszer robotlázadást jelez. ÉVA megpróbálja visszaküldeni WALL·E-t a Földre egy mentőkabinban, hogy ne okozzon még nagyobb zűrzavart, ő pedig küldetésének eleget téve megkereshesse a növényt, azonban a kis robot nem hajlandó elmenni nélküle. AUTO asszisztense, GO-4 hirtelen felbukkan, s az eltűntnek hitt növényt a kabinba hajítja. Miközben WALL·E kincséért nyúl, GO-4 kilövi a kabint, élesített önmegsemmisítő üzemmóddal. WALL·E-nek sikerül megmentenie a növényt és időben kereket oldania a robbanás előtt, magát egy poroltóval hajtva a légüres térben. ÉVA annyira boldog és megkönnyebbült, mind a növény, mind WALL·E épségéért, hogy „csókot lehel” rá (ami apró statikus kisülést eredményez kettejük között), majd körbetáncolják a hajót, együtt repkedve a világűrben.
ÉVA visszaviszi a növényt a kapitánynak, aki nagyon kíváncsi a Földre, ezért kivetíti az ÉVA biztonsági kamerája által rögzített anyagokat. Ezeket látva ÉVA rájön, mekkora erőt fektetett WALL·E a védelmébe, míg inaktív volt, s így másként kezd tekinteni a robotra. A kapitányt magával ragadták a Földről látott korábbi, a Buy n Large felemelkedése előtt készült képek, s megdöbbenéssel tölti el a környezeti pusztulás, ami ÉVA felvételein tárul elé. Úgy dönt, az emberiségnek vissza kell térnie egykori otthonába, hogy a saját kezébe vegye a dolgokat. AUTO azonban ragaszkodik az út folytatásához, s a kapitány parancsára kénytelen felfedni titkosított megbízását: a Buy n Large vezérigazgatója, Shelby Forthright minden robotpilótának elrendelte, hogy soha ne térjenek vissza a Földre, mert a bolygó túlzottan szennyezettnek bizonyult az élet feltételeinek biztosításához. Ezen utasításnak engedelmeskedve AUTO lázadást szít, és bezárja a kapitányt fülkéjébe, a növénytől pedig igyekszik megszabadulni. WALL·E megszerzi az emberiség reményét jelentő élőlényt, s mikor nem hajlandó átnyújtani, AUTO sokkolja őt, megrongálva hardverét, ÉVÁ-t pedig deaktiválja, s mindkettőjüket a szemétledobóba hajítja, a növénnyel együtt. ÉVA magához tér az Axiom szeméttárolójában, s kis híján a hulladékkal – és WALL·E-vel meg a növénnyel – együtt az űrbe vész, ám M-O, aki idáig követte a WALL·E által hagyott szennyeződést, megmenti őket, s összebarátkozik velük. ÉVA új processzor után néz a szeméthalmok között WALL·E számára, félretéve az eredeti utasítások végrehajtását is. WALL·E azonban önzetlen módon ragaszkodik hozzá, hogy ÉVA elvégezze küldetését, s emlékezteti őt az otthon összegyűjtögetett alkatrészekre, amik megmenthetik. A növénnyel a birtokában, ÉVA magához veszi WALL·E-t, s összetoborozza a meghibásodott robotokat, hogy segítsenek átjutni a biztonságiakon, s egyenesen a hajó egyik utasfedélzetére veszik az irányt. A kapitány alkalmi börtönéből beindítja a hajót, az elhivatott robotokat pedig a holodetektorhoz irányítja, egy olyan talapzathoz, ami a fedélzet padlójából emelkedik ki, s ha ráillesztik a növényt, aktiválja az automata hipertér-ugrást a Földre. A kapitány tőrbe csalja AUTO-t, azt a látszatot keltve, hogy a növény nála van, s megküzd a robotpilótával, ám eközben a hajó az oldalára fordul, így a mozgásra képtelen emberek a sarokba csúsznak. Miközben ÉVA az utasokat védi a feléjük zuhanó hajóelemektől, AUTO visszazárja a holodetektort. WALL·E a testével próbálja kitámasztani, miközben egyre zúzza össze a rendkívüli súllyal párosuló húzóerő, a tehetetlen ÉVA szörnyülködésére. A kapitány segítség nélkül lábára áll, minden utas álmélkodására, s felülkerekedik AUTO-n, visszaállítva a rendet a hajón. Az emberek és robotok együttes közreműködésével a növény a holo-detektorba kerül, így WALL·E kiszabadul, a hajó pedig a Föld felé veszi az irányt.
Odaérve, ÉVA eszeveszetten igyekszik megjavítani WALL·E-t a pótalkatrészekkel, s sikeresen újraaktiválja. Azonban az elszenvedett kár olyan nagy mértékű, hogy kitörölte WALL·E memóriáját és személyiségét: a robot összegyűjtött kincseit kezdi feldolgozni kockává, eredeti feladatát követve. ÉVA erőfeszítései, hogy emlékeztesse őt a korábbiakra, hasztalannak látszanak, s teljesen megsemmisíti a gondolat, hogy az a WALL·E, akit megismert és akit megszeretett, talán nincs többé. Búcsúzásként kezébe veszi kezét és ismét „megcsókolja”. Az ennek következtében fellépő szikra újraindítja WALL·E memóriáját, aki így hirtelen felismeri ÉVA-t, amint azt teszi, amire ő mindig is vágyott: a kezét fogja. Az újjáéledt célkitűzéssel, az emberiség és a robotok együtt kezdenek a Föld bioszférájának helyreállításába, a rendkívül lelkes kapitány vezetésével.

## Szereplők
- WALL·E: WALL·E mobil szemétpréselő, az utolsó működő darab azon sorozatból, melyet a Buy n Large Corporation alkotott meg a termékeik használatából származó hulladék összegyűjtésére és tömörítésére. A robotot napenergia hajtja, s folyamatosan cseréli megviselt alkatrészeit a nem működő társai ép darabjaira. Képes lábait és fejét testébe húzni és kockát alkotni, ha veszélyt érez vagy pihen. Hosszú és magányos létezése érzelmeket generált számára. Egyedülléte azonban rövidesen megváltozik ÉVA érkezésével. WALL·E feltűnik más Pixar-filmben is: a L'ecsó DVD-kiadásán helyet kapott Barátod, a patkány című rövidfilmben – ő vezeti az egyik Marsra tartó kis űrhajót, ami végül egy nagyobb űrhajóba dokkol be.
- ÉVA: ÉVA fényes, villámgyors robotszonda, ergonómiailag tökéletesre tervezve. Első számú funkciója, hogy növényi életformát keressen a Földön, meghatározva ezzel lakhatóságát. Felszerelése tartalmaz szkennert és visszahúzható plazmaágyút a jobb karjában, amit a legminimálisabb külső hatásra is teljes erővel használ. Noha kezdetben higgadtnak, sztoikusnak mutatkozik, a WALL·E-vel való találkozást követően hamarosan jeleit mutatja a kedvességnek, még ha WALL·E csetlés-botlásai idegesítik is. ÉVA külsejében az Apple, Inc. termékei, így az iPod volt a film alkotóinak inspirációja.[2]
- B. McCrea kapitány: Ő az Axiom űrcirkáló egyetlen emberi parancsnoka és vezetője, akit magával ragadnak a Földről még a 21. század hajnalán készült képek. Elhatározza, hogy a hajót visszairányítja a bolygóra, s főszerepet vállal annak újra lakhatóvá tételében.
- Shelby Forthright: A Buy n Large Corporation[3] vezetője, akik evakuálták a Földet, hogy takarítást végezhessenek rajta; a vállalat azonban kudarcot vallott küldetésében. A színész élő valójában, szöveges szereppel látható a filmben, amire korábban még nem volt példa a Pixar történetében.
- Az Axiom fedélzeti számítógép, az űrcirkáló mesterséges intelligenciájú komputere, aki női géphangon beszél. Sigourney Weavert az Alien-filmek előtti főhajtásképp kértek fel az alkotók a szerepre.[4]
- AUTO, az Axiom a hajó kormányába épített robotpilótája hangjai számára az Apple MacInTalk fejlesztését alkalmazták. Burtt eredetileg régi haditengerészeti hangokat képzelt el a szereplőnek. AUTO-nak egy darab szemként funkcionáló alkatrésze van, ami HAL-t, a 2001: Űrodüsszeia számítógépét idézi. AUTO a film antagonistájaként szolgál; feladatai között szerepel az A113-as kód követése, aminek értelmében az Axiom sosem térhet vissza a Földre.[5]
- M-O hangjáért szintén Burtt felelt. E karbantartó robot tisztítja fel a hajón és a hajóra visszatérőkön esett szennyeződéseket. WALL·E szennyezettségének mértéke nagyon felbosszantja, olyannyira, hogy ennek következtében elhagyja kijelölt vonalát és megtanul a maga ura lenni, miközben követi a jövevény piszkos útját. M-O eredeti szövegét, a „foreign contaminant”-et (a magyar változatban szimplán „szennyeződés”) PlainTalkkal hozták létre.

## Szereposztás
| Szereplő                      | Eredeti hang               | Magyar hang                                                                              |
| ----------------------------- | -------------------------- | ---------------------------------------------------------------------------------------- |
| WALL·E                        | Ben Burtt                  | Király Attila                                                                            |
| ÉVA                           | Elissa Knight              | Czető Zsanett                                                                            |
| B. McCrea kapitány            | Jeff Garlin                | Bardóczy Attila                                                                          |
| Shelby Forthright             | Fred Willard (élőszerep)   | Rosta Sándor                                                                             |
| Az Axiom fedélzeti számítógép | Sigourney Weaver           | Menszátor Magdolna                                                                       |
| AUTO                          | MacInTalk (hangalkalmazás) | Gardi Tamás                                                                              |
| M-O                           | Ben Burtt                  | Sörös Miklós                                                                             |
| John                          | John Ratzenberger          | Faragó András                                                                            |
| Mary                          | Kathy Najimy               | Keönch Anna                                                                              |
| A lebegő széken ülő anyuka    | Kim Kopf                   | Sánta Annamária                                                                          |
| Szőke hajú kisfiú a reklámban | Garrett Palmer             | Posta Victor                                                                             |
| Barna hajú kisfiú a reklámban | Kai Steel Smith            | Renácz Zoltán                                                                            |
| Személyzeti robotok           | N/A                        | Balogh Cecília Bartucz Attila Béli Titanilla Beszterczey Attila Csonka Anikó Elek Ferenc |
| Az Axiom utasai               | N/A                        | Fehér Péter Fésűs Bea Gaál Péter Garamszegi Gábor Pap Katalin                            |

További magyar hangok: Nyírő Eszter, Gerhát Barbara, Gubányi György István, Jánosi Ferenc, Joó Gábor, Juhász Zoltán, Maday Gábor, Martin Adél, Mihályi Orsolya, Nagy Viktor, Némedi Mari, Nyilas Edina, Papucsek Vilmos, Pipó László,  Presits Tamás, Sági Tímea, Simon Dóra, Solecki Janka, Stern Dániel, Varga Gábor, Varga Rókus, Zborovszky Andrea

## Háttér
Andrew Stantonban a WALL·E már a Toy Story elkészülte előtt körvonalazódott: az eredeti ötlet az volt, „Mi van akkor, ha az emberiség evakuálta a Földet és az utolsó ottmaradt robotot elfelejtették kikapcsolni?” Miután Stanton megosztotta vele, Pete Docter fejlesztette tovább a koncepciót két hónapon át 1995-ben, azonban végül a Szörny Rt. megrendezése mellett döntött, mert bizonytalan volt egy szerelmi történet elmesélésében. A WALL·E így tovább foglalkoztatta Stantont, az űroperákhoz és az élettelen tárgyak személyiséggel való felruházásához fűződő szeretete révén.

„WALL·E az egyetlen, akiben még ténylegesen ott van az élet. És mi az élet végső célja? Szeretni. És WALL·E teljesen belehabarodik egy ÉVA nevű robotba. Ám érzelmei viszonzatlanok, mivel, nos, ÉVA-nak nincsenek érzései. Ő egy robot, rideg és szakszerű. WALL·E viszont fejlődött az idők során és érzelmeket nyert magának. Végül tehát WALL·E-nek el kell nyernie ÉVA szívét, és az élet iránt mutatott kivételes megbecsülése válik az emberiség utolsó reményévé, hogy újra felfedezze gyökereit. Röviden, egy robot szeretete lesz az, ami a világot előbbre viszi.”

– Andrew Stanton

A Némó nyomában megrendezését követően Stanton úgy érezte, „Tényleg elértük, hogy a néző elhiggye, az óceán mélyén van, így hát azt mondtam, 'Hé, csináljuk meg ugyanezt a levegővel.' Ragadjuk meg lencséinket, állítsuk be a mélységélességet pontosan olyanra, ahogy az anamorf lencsék működnek, és csináljuk meg az összes, a Némónak dimenzionalitást kölcsönző trükköt egy tárggyal a levegőben és a földön.” Jim Morris producer hozzátette, annak ellenére, hogy a film animációs, „olyan érzés lesz, mintha lenne valódi operatőr.” Dennis Murent kérte fel a Pixar tanácsadónak az 1960-as és '70-es évek science fiction filmjei megidézéséhez, amiknek velejárója volt a 70 mm-es képkocka, a hordótorzítás és a lencsefényfolt. Muren méretarányos modelleken okította az alkotókat.

„Az élet nem más, mint tökéletlenség, de a számítógépek szeretik a tökéletességet, így az időnk vagy' 90%-a arra ment el, hogy megtöltsük tökéletlenséggel, legyen az akár megtervezett valami vagy csak egyéb dolog. A kameralencsék sosem működnek tökéletesen egy [valódi] háztartásban, ezért megpróbáltuk a tökéletlenségeket belecsempészni [a virtuális kamerába], hogy úgy nézzen ki minden, mintha egy ismerős [valódi] környezetben lennél.”

– Andrew Stanton

A robotok kinézetével kapcsolatban Stanton úgy utasította a tervezőket, „Elsőként legyenek egyszerű készülékek, aztán kerüljön beléjük személyiség.” A címszereplő létrehozásánál az animátorokat egy távcső, illetve Luxo Jr., a Pixar-logó asztali lámpája ihlette. Stanton elszórakozgatott egy kukkerrel, ami hol vidámnak, hol szomorúnak hatott, attól függően, hogy rendeltetése szerint, avagy fejjel lefelé tartotta. Úgy érezte, „nincs szükség szájra, sem orr-ra, mivel egy teljes személyiség rejlik csupán [a szemekben]”. Ez azt jelenti, a közönség nem pusztán úgy nézhet rá, mint egy emberre a robottestben. WALL·E testét úgy alkották meg, hogy összehúzhatja magát, akár egy teknős, és a tankokéhoz hasonló lánctalpakat is kapott, amivel bármilyen talajon haladhat. A rendező bevallotta továbbá, hogy tudat alatt hathatott rá a Rövidzárlat című film is (amit csak egyszer látott).
Stanton megmutatta a történetet Ben Burttnek, aki leszerződött a hangtervezési munkálatok elvégzésére.
A filmben kevés a megszokott dialógus; Stanton úgy tréfálkozott, „Alapjában az R2-D2: A filmet csinálom meg” (utalva Burtt a Csillagok háborújában való részvételére). Burtt különböző mechanikus hangokat gyűjtött, s úgy rakta őket össze, hogy amolyan párbeszédként hangozzanak. Mikor WALL·E napenergiával tölti fel magát, ugyanazon hang kíséretében lép működésbe újra, mint egy Macintosh számítógép üdvözlő hangja. John Lasseter, a film ügyvezető producere így nyilatkozott a párbeszédek hiányáról: „az animáció művészete a szereplő tetteiben nyilvánul meg, s nem szavaiban. Minden azon múlik, hogyan mesélsz el egy történetet, akár sok, akár kevés dialógusa van.”

## Bemutató
A WALL·E premierjét a Los Angeles-i Greek Theaterben tartották 2008. június 23-án. A film 2008. június 27-én került az Egyesült Államok és Kanada közel négyezer mozijába, s bemutatója hétvégéjén 63 millió dollárt gyűjtött, ezzel az addigi kilenc Pixar-produkció közül a harmadik legjobb eredményt produkálva.
A gyártó cég hagyományait követve, a WALL·E-hez is párosult egy animációs rövidfilm, ezúttal a Presto.

### Kritikai visszhang
A WALL·E univerzális dicsőítést élvezett a kritikusok felől. Az amerikai újságírók véleményeit egybegyűjtő Rotten Tomatoes weboldalon a filmről írók 96%-a szolgált pozitív visszajelzéssel, átlagosan 8,5 pontos értékelést mellékelve.
Todd McCarthy a Varietytől a „Pixar egyhuzamban kilencedik csodájának” nevezte a filmet, mondván, egyszerre bír nagy képzelőerővel és halad egyenes irányban. Véleménye szerint úgy szélesíti az animáció határait, hogy közben képes fenntartani az egyensúlyt az ezoterikus ötletek és a sokkal kézenfekvőbbek között, s a lényeges eltérés a film és más science fiction-ök között abban gyökerezik, hogy itt az apokalipszis az optimizmust szolgálja. McCarthy dicsérte továbbá Thomas Newman kísérőzenéjét és a vizualitást, amiben jelentős részt tulajdonít Roger Deakins operatőr konzultánsi közreműködésének.
Kirk Honeycutt, a The Hollywood Reporter munkatársa kijelentette, hogy a WALL·E felülmúlta a Pixar előző nyolc produkcióját, s a film a legjobb némafilmek „szívét, lelkét, szellemét és románcát” idézi. Elmondása szerint az alkotók képesek voltak egy nagyszerű történet elmesélésére vizuális és hangbeli ötleteken keresztül, amik lehetővé tették a robotszereplők számára, hogy „érzelmek szivárványát” mutassák be. Honeycutt úgy véli, a képi hatások vitathatatlanul a Pixar eddigi legjobbjai, és éltette továbbá a katasztrófa sújtotta földi város és az emberi űrhajó megjelenítését, amik „fantasztikus képzelőerőről” tesznek bizonyságot. Az újságíró hozzáteszi, a film meghatározó zsenialitása abban rejlik, hogy archív filmfelvételeket és számítógépes grafikát ötvöz WALL·E romantikus hajlamainak beindítására. Méltatta továbbá Burtt hangtervezését is: „Ha van olyan, hogy hangbeli bűvészmutatvány, hát ez az.” Összegzésként Honeycutt azt írja, vállalt utalásai ellenére más művek felé (2001: Űrodüsszeia, illetve a robotok hajszájának jelenetei a Szörny Rt.-t juttatják az ember eszébe), a WALL·E valószínűleg a Pixar eddigi legeredetibb munkája.
Roger Ebert a Chicago Sun-Timesban megjelent írásában úgy látja, a WALL·E három téren is sikert arat: egyszerre „lenyűgöző animációs film, vizuális csoda és korrekt science fiction-történet”. Ebert szerint a párbeszédek hiánya lehetővé teszi a „nyelvi határok átlépését” a globális témához igazodva, míg a vizuális effektusok színpalettája „világos és vidám…és egy kissé realisztikus” érzékletet kelt. A címszereplőre gyakorolt hatásként a korai Disney-animációkat említi, amelyek sikeresen ültették át az emberi vonásokat a nem emberi szereplőkbe. Ebert a történetmesélést „varázslatosnak” titulálta, s elmondása szerint felnőttek és gyermekek egyaránt élvezhetik. Úgy véli, a WALL·E inkább összpontosít az ötletekre, semmint a látványosságra, így a közönség részéről egy „kevés elmélkedést” igényel, ami különösen ösztönző lehet az egészen fiatal nézők számára.

### Kommentár
A filmet egyesek a napirenden lévő ökológiai problémákkal való megbirkózásként értelmezték. Todd McCarthy szerint a WALL·E mindezt olyan könnyedséggel teszi, hogy a nézőn múlik, hogy elfogadja, avagy figyelmen kívül hagyja az üzenetet. A The Huffington Post munkatársa, Jessica Jensen, noha összességében dicsérte a filmet, úgy érezte, nem hangsúlyozza ki kellőképpen környezetvédelmi motívumait. Véleménye szerint szükséges lett volna egy környezetvédelmi tanács vagy egy weblink a végefőcímben, továbbá „problémásnak” vélte, hogy a végén az „emberek visszatérnek a Földre és úgy tűnik, mintha ezzel már minden meg is oldódna.” A WALL·E ökológiai témáit nem egy konzervatív véleménynyilvánító kritizálta, így a CNN Headline News házigazdája, Glenn Beck, és a National Review Online szerkesztői is; Shannen W. Coffin úgy találta, a film „baloldali propaganda az ember gonoszságáról”, míg Jonah Goldberg azt írta, egyetért a hipokrízis és a mások által felvetett „malthusi félelemkereskedés” vádjával, ugyanakkor véleménye szerint az alkotás „lélegzetelállító” és nem egyszer „briliáns”.
Patrick J. Ford a The American Conservative-tól azt mondta, a WALL·E konzervatív kritikusai nem figyeltek oda a filmre kellően, mivel szerinte az megfelel a hagyományos konzervativizmusnak. Rámutatott, hogy a tömegfogyasztást nem a nagy üzlet termékeként ábrázolták, hanem a nagy üzlet és a nagy kormányzat túl közeli kapcsolatából származónak: „A kormányzat egyoldalúan látta el polgárait mindennel, amire szükségük volt, s így a választék hiánya vezetett a Föld bukásához”. Coffin azon vádjára reagálva, hogy a film az „ember gonoszságát” emeli ki, megosztotta álláspontját, miszerint az egyetlen gonoszság, amit a film közvetít, az „a saját emberségünk elvesztéséből” származó, és hogy az alapvető konzervatív jelképek, úgymint a farm, a család egysége és az „egészséges” szórakoztatás a végén mind fennmarad az emberi szereplők által. Ford úgy fejezte be, „A konzervatív családok eltántorításával a WALL·E-től, ezek a szószólók nagy kárt okoznak olvasóiknak.”
Andrew Stanton ezen reakciókat hallva cáfolta, hogy bármilyen specifikus célja lett volna az utolsó földi robot történetének elmesélése mellett. Elmondta, az emberek olyan kapcsolatokat vélnek felfedezni, amik soha eszébe sem jutottak volna, s hogy az emberiség távozásának körülményei pusztán a történet elmesélését szolgálták; vagyis ez abból a kezdeti koncepcióból következett, hogy a hulladék vizuális megjelenítése egyszerre könnyen érhető a gyermekek számára és jól mutatja, hogy a címszereplő milyen alantas munkát végez.
Kyle Smith író és egyben a New York Post újságírója azt írta, azzal, hogy a jövő embereit „borsóagyú félnótások petyhüdt tömegének” ábrázolja, „akik szó szerint túl hájasak ahhoz, hogy járjanak”, a WALL·E sötétebb és sokkal cinikusabb az összes jelentősebb Disney-rajzfilmnél, amit fel tud idézni. A filmben szereplő embereket a Disney World látogatóihoz hasonlította, hozzátéve, „Nem hinném, hogy láttam volna már olyat, hogy egy nagyvállalat ennyit költ saját fogyasztói megsértésére.” Maura Judkis a U.S. News & World Reporttól feltette a kérdést, vajon az „ijesztően elhízott emberek” ábrázolása hatással lehet-e a gyerekekre oly módon, hogy inkább „játszanak odakint, semmint a számítógép előtt, hogy elkerüljék a hasonló sorsot.” Stanton elutasította, hogy célja lett volna a túlsúlyosságról bármit is mondani, csupán az emberek kiszolgáltatottságát kívánta bemutatni ezzel.

## Díjak és jelölések
- 2009 – Oscar-díj – a legjobb animációs film – Andrew Stanton
- 2009 – Golden Globe-díj – a legjobb animációs film
- 2009 – Oscar-díj jelölés – a legjobb eredeti forgatókönyv – Andrew Stanton, Peter Docter, Jim Reardon
- 2009 – Oscar-díj jelölés – a legjobb eredeti filmzene – Thomas Newman
- 2009 – Oscar-díj jelölés – a legjobb eredeti filmdal – Peter Gabriel – "Down to Earth"
- 2009 – Oscar-díj jelölés – a legjobb hang – Ben Burtt, Michael Semanick, Tom Myers
- 2009 – Oscar-díj jelölés – a legjobb hangeffektus vágás – Matthew Wood, Ben Burtt
- 2009 – Golden Globe-díj jelölés – a legjobb eredeti filmdal – Peter Gabriel, Thomas Newman – "Down to Earth"